# Кельвай
Кельвай — река в России, протекает в Можгинском районе Удмуртии. Устье реки находится в 104 км по левому берегу реки Вала. Длина реки составляет 20 км, площадь водосборного бассейна 93,6 км².
Исток находится на Можгинской возвышенности к востоку от деревни Новые Какси (Вавожский район) в 18 км к юго-западу от села Вавож. Река течёт на северо-восток, протекает деревни Мальчиково, Нижний Шидлуд, Сундо-Уча,Крымбаево, Камышлы. Течение быстрое. Впадает в Валу у деревни Ломеслуд.

## Данные водного реестра
По данным государственного водного реестра России относится к Камскому бассейновому округу, водохозяйственный участок реки — Вятка от водомерного поста посёлка городского типа Аркуль до города Вятские Поляны, речной подбассейн реки — Вятка. Речной бассейн реки — Кама.
По данным геоинформационной системы водохозяйственного районирования территории РФ, подготовленной Федеральным агентством водных ресурсов:
- Код водного объекта в государственном водном реестре — 10010300512111100039344